# باول لودفيغ سيمون
باول لودفيغ سيمون (بالألمانية: Paul Ludwig Simon)‏ هو مهندس معماري ألماني، ولد في 12 يناير 1771 في برلين في ألمانيا، وتوفي بنفس المكان في 14 فبراير 1815.